# Georg Jauss

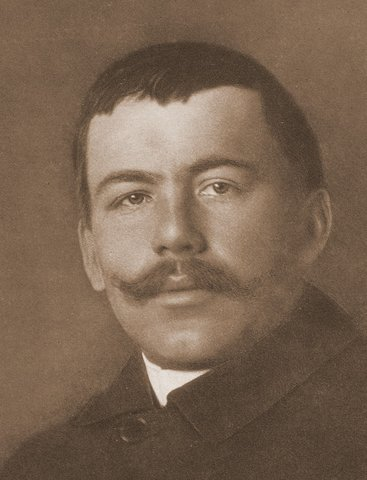
Georg Jauss 1898

Georg Jauss (* 15. März 1867 in Hattenhofen, Württemberg; † 6. März 1922 in München) war ein deutscher Landschaftsmaler der Jahrhundertwende in Bayern.

## Leben
Jauss wurde 1867 als Ältestes von 6 Kindern von Leopold und Anna Maria Jauss in Hattenhofen geboren. Der Vater war Maurer und Landwirt. Von 1873 bis 1880 besuchte er die Volksschule in Hattenhofen. Der evangelische Pfarrer entdeckte sein Zeichentalent und förderte ihn, sodass er ab 1880 in Göppingen Zeichenunterricht erhielt. 1882 fand er Aufnahme in der Antikenklasse der Stuttgarter Kunstschule und ab 1883 war er deren Stipendiat. Seine Lehrer waren Jakob Grünenwald und Friedrich von Keller, der großen Einfluss auf ihn hatte. Mitschüler waren Christian Landenberger und Bernhard Buttersack, mit dem er eng befreundet war. Er schloss zusammen mit einem anderen Schüler als Bester ab und durfte im Sommer 1890 eine Reise nach Italien machen. Nach dem Militärdienst ging er nach München und Dachau, dort wandelte er sich vom Genremaler zum Landschaftsmaler. Um 1895 erhielt er eine Anstellung als Lehrer in der Damenakademie des Münchner Künstlerinnenvereins in München. Ab 1895 war er Mitglied der Münchener Secession und beteiligte sich auch an Ausstellungen in Stuttgart, Berlin und Bremen. Ende 1899 erfolgte die Niederlegung seines Lehramts im Künstlerinnenverein und der Austritt aus der Münchener Secession.

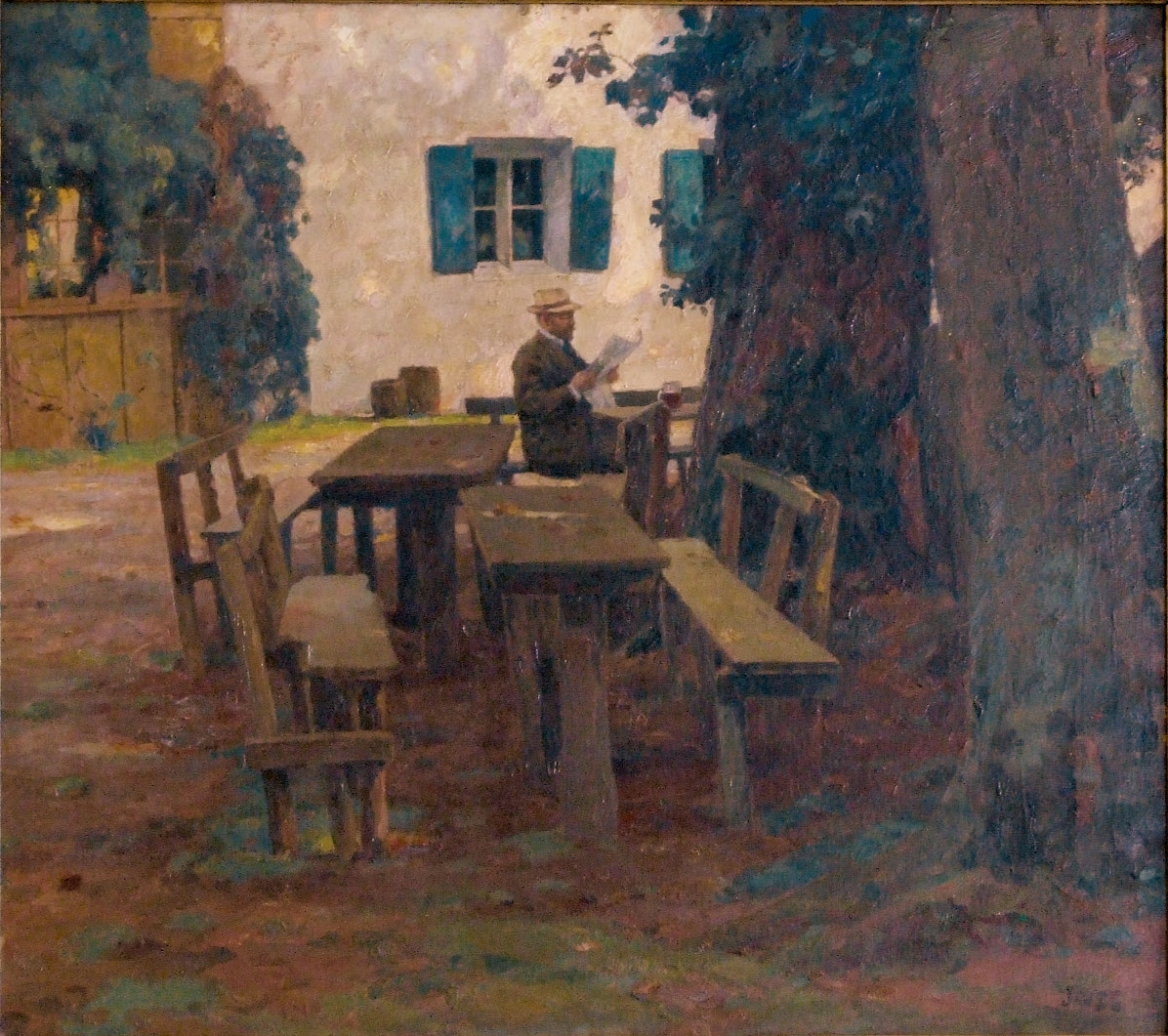
Selbstporträt – In Dachauer Biergarten

Ab 1906 bis zu 1913 war er Mitglied der Luitpold-Gruppe, dann wieder bei der Münchener Secession. 1899 heiratete er Caroline Hegeler, seine Schülerin, und baute ein Atelierhaus in Dachau. 1902 wurde seine Tochter, die spätere Malerin und Buchillustratorin Anne Marie Jauss geboren. 1904 starb seine Frau, zwei Jahre danach verkaufte er das Dachauer Haus. 1910 ging er eine zweite Ehe ein mit Katharina Heimerl, aus der ein Sohn hervorging, der spätere Architekt Georg Jauss. Ab 1913 hatte er ein Sommerhaus in Irschenhausen bei Icking. 1919 erfolgte seine Einbürgerung in Bayern. Georg Jauss starb 1922 an einem Schlaganfall in München und wurde auf dem Münchner Nordfriedhof beerdigt.

## Ausstellungen (Auswahl)
- 1889: München, Glaspalast
- 1890: München, Glaspalast
- 1891: München, Glaspalast
- 1893: München, Glaspalast
- 1894: München, Secessionsgebäude

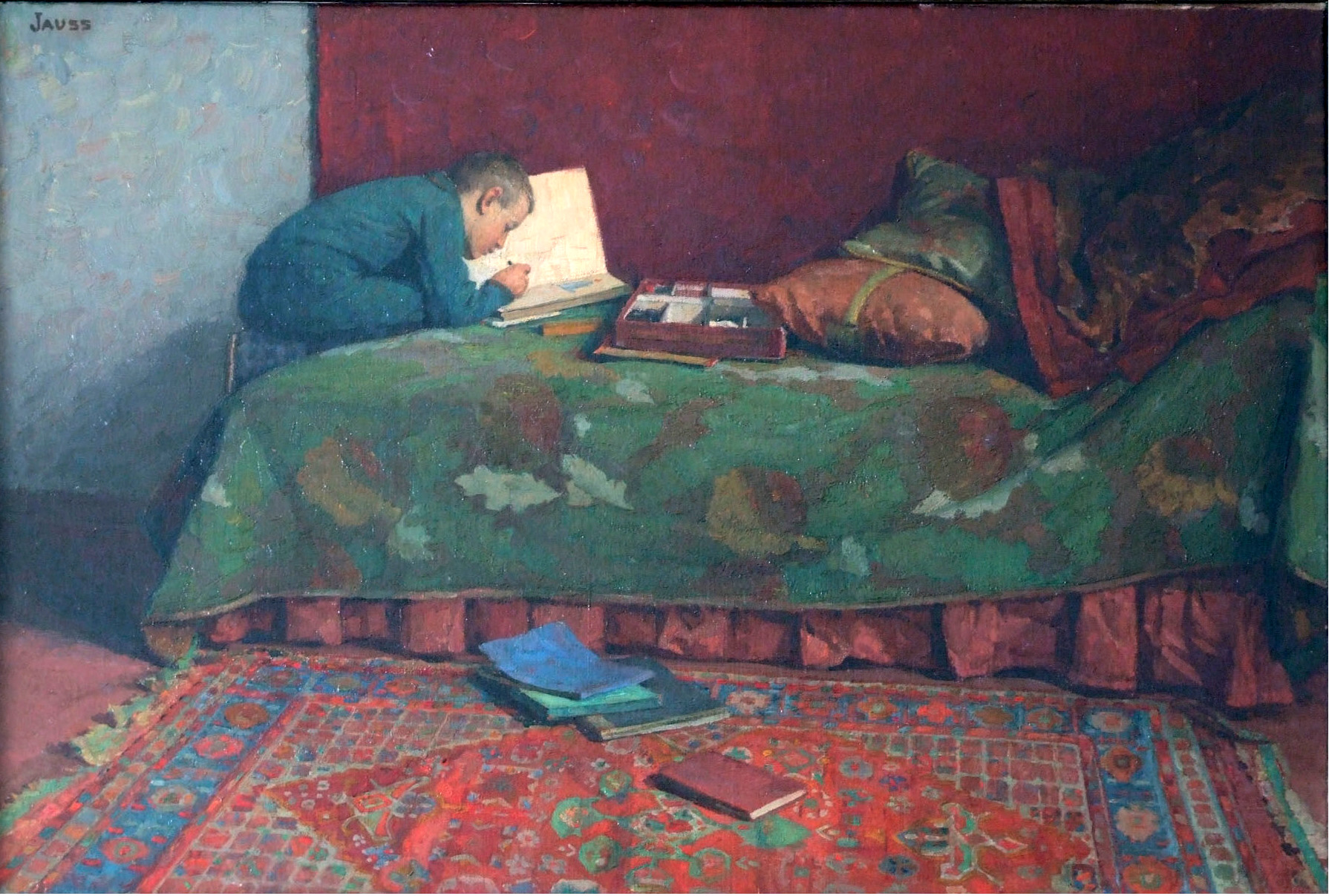
Sohn Georg im Atelier

- 1895: München, Secessionsgebäude, Münchener Secession
- 1896: München, Secessionsgebäude, Münchener Secession
- 1896: Stuttgart, Museum der bildenden Künste
- 1897: München, Glaspalast, Münchener Secession
- 1898: München, Königsplatz, Münchener Secession
- 1899: Berlin, Secession, Münchener Secession
- 1900: Bremen, Kunstverein, 32. Große Gemäldeausstellung
- 1902: Bremen, Kunstverein, Internationale Kunstausstellung
- 1903: München, Königsplatz, Frühjahrsausstellung Secession
- 1904: München, Glaspalast
- 1905: München, Glaspalast
- 1906: München, Glaspalast, Luitpoldgruppe
- 1906: Berlin, Große Kunstausstellung, Luitpoldgruppe
- 1907: München, Glaspalast, Luitpoldgruppe
- 1908: München, Glaspalast
- 1909: München, Glaspalast, Luitpoldgruppe
- 1909: Berlin, Große Kunstausstellung, Luitpoldgruppe
- 1911: München, Glaspalast, Luitpoldgruppe
- 1913: München, Glaspalast, Luitpoldgruppe
- 1913/14: München, Königsplatz, Winterausstellung Secession
- 1914: München, Glaspalast, Luitpoldgruppe
- 1920: München, Glaspalast, Münchener Secession
- 1921: München, Glaspalast, Münchener Secession
- 1922: München, Kunstverein, Georg Jauss Gedächtnisausstellung
- 1925: Stuttgart, Neues Ausstellungsgebäude Schwäb.Kunst 19. Jh
- 1934: Stuttgart, Wilhelmspalais
- 1939: Stuttgart, Kronprinzenpalais
- 1975: Dachau, Museumsverein
- 2010: Dachau, Museumsverein, Georg Jauss, Landschaftsmaler der Jahrhundertwende in Bayern, Retrospektive

## Literatur

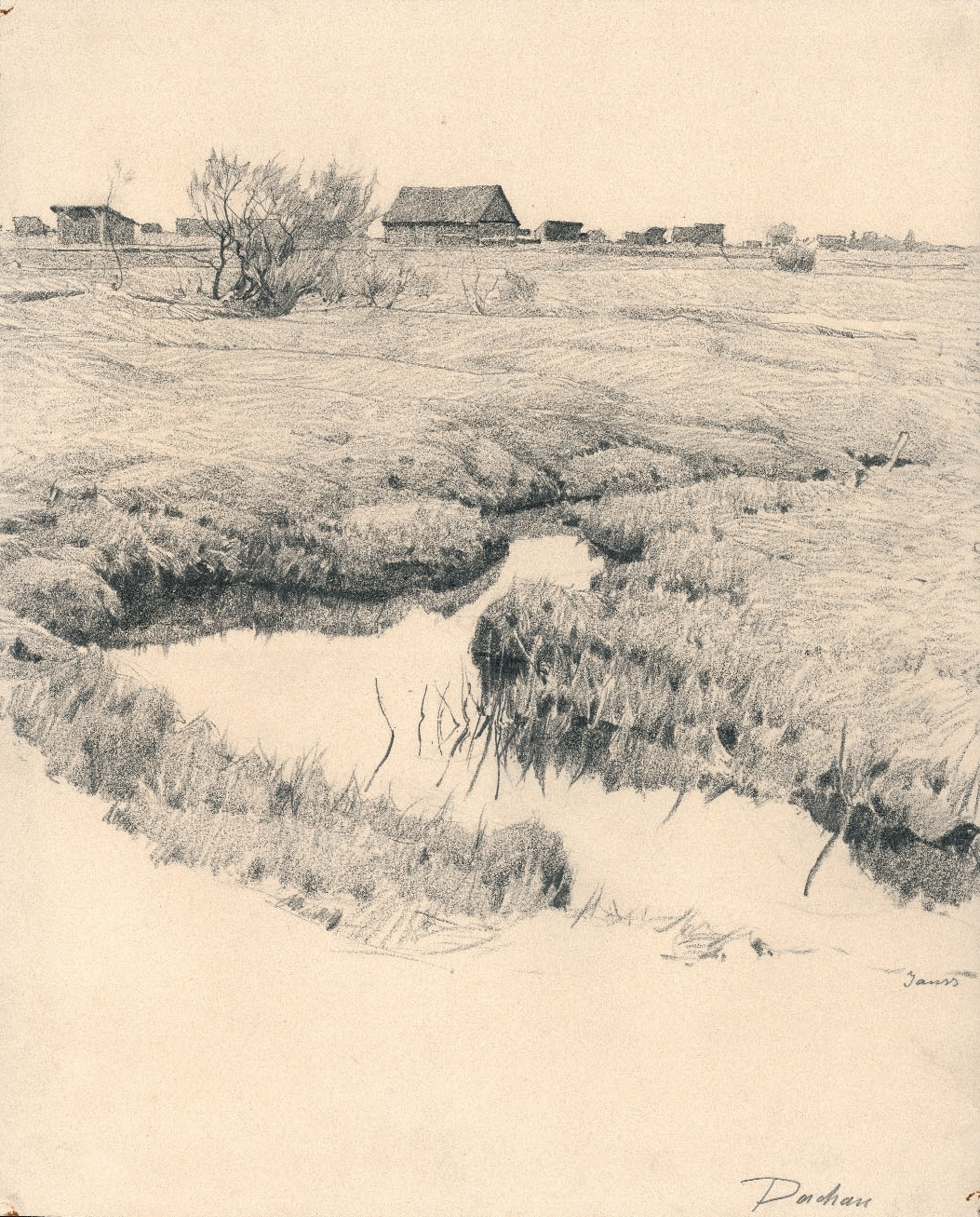
Dachauer Moos